# Priča o Žiki Živcu
Priča o Žiki Živcu, četvrta singl ploča srpskog rock sastava Riblja čorba. Objavljena je 11. travnja 1984. u izdanju diskografske kuće Jugoton. Na B strani nalazi se pjesma "Kad hodaš".

## Popis pjesama
| 1. | »Priča o Žiki Živcu« | 3:00 |

| 1. | »Kad hodaš« | 4:06 |

## Izvođači
- Bora Đorđević - vokal
- Rajko Kojić - gitara
- Momčilo Bajagić - gitara
- Miša Aleksić - bas-gitara
- Vladimir Golubović - bubnjevi